# Banca de Stat din Vietnam
Banca de Stat din Vietnam este banca centrală din Republica Socialistă Vietnam. A fost înființată pe 6 mai 1951, printr-un decret al președintelui Ho Și Min. În prezent, deține o participație de aproximativ 65% la VietinBank, cea mai mare bancă listată din țară după capital.

## Istoric
În timpul perioadei de liberalizare Doi Moi, sistemul bancar vietnamez a fost reformat. Au fost înființate noi bănci, începând cu Banca Industrială și Comercială a Vietnamului și Banca Agricolă a Vietnamului în 1988, iar rolul Băncii de Stat a fost redus treptat la cel de bancă centrală.

## Guvernatori
Guvernatorul Băncii Naționale este membru al Guvernului Vietnamului.
| Rang | Nume              | Mandat      |    | Rang            | Nume        | Mandat |
| ---- | ----------------- | ----------- | -- | --------------- | ----------- | ------ |
| 1er  | Nguyễn Lương Bằng | (1951-1952) | 11 | Lê Đức Thúy     | (1999-2007) |        |
| 2    | Lê Viết Lượng     | (1952-1964) | 12 | Nguyễn Văn Giàu | (2007-2011) |        |
| 3    | Tạ Hoàng Cơ       | (1964-1974) | 13 | Nguyễn Văn Bình | (2011-2016) |        |
| 4    | Đặng Việt Châu    | (1974-1976) | 14 | Lê Minh Hưng    | (2016-2020) |        |
| 5    | Hoàng Anh         | (1976-1977) | 15 | Nguyễn Thị Hồng | (2020- )    |        |
| 6    | Trần Dương        | (1978-1981) |    |                 |             |        |
| 7    | Nguyễn Duy Gia    | (1981-1986) |    |                 |             |        |
| 8    | Lữ Minh Châu      | (1986-1989) |    |                 |             |        |
| 9    | Cao Sỹ Kiêm       | (1989-1997) |    |                 |             |        |
| 10   | Nguyễn Tấn Dũng   | (1998-1999) |    |                 |             |        |